# Площа Свободи (Тбілісі)

Пам'ятник свободи (Тбілісі)

Площа Свободи (груз. თავისუფლების მოედანი) розташована в центральній частині Тбілісі, столиці Грузії. У Середні століття — Караван-сарай (Готельна площа). З 1827 року і до Жовтневого перевороту — площа Ериванського (на честь генерала Паскевича, графа Ериванського), за радянських часів — спочатку Площа Берія, потім — Площа Леніна.
До площі веде проспект Руставелі, вул. О. Пушкіна, вул. Г. Леонідзе, вул. Г. Табідзе, вул. К. Апхазі, вул. Ш. Дадіані. На площі знаходяться органи міської адміністрації Тбілісі, а також центральне відділення Банку Грузії і готель «Маріотт». У майбутньому на площі буде розташовано також адміністративна будівля місцевого самоврядування Старого Тбілісі, будівництво якого вже почалося.
Площа неодноразово ставала місцем масових виступів, зокрема, під час революції Троянд, а також в радянський час — за незалежність Грузії від СРСР. У 2005 році площа була місцем святкування 60-ї річниці закінчення Другої світової війни, у зв'язку з чим там зібралися близько 100000 чоловік, перед якими виступили президент США Джордж Вокер Буш і президент Грузії Михайло Саакашвілі.
За радянських часів на площі стояв пам'ятник Леніну. 23 листопада 2006 відкритий створений Зурабом Церетелі Пам'ятник Свободи — монумент, на якому зображений святий Георгій, що вбиває дракона.

## Посилання

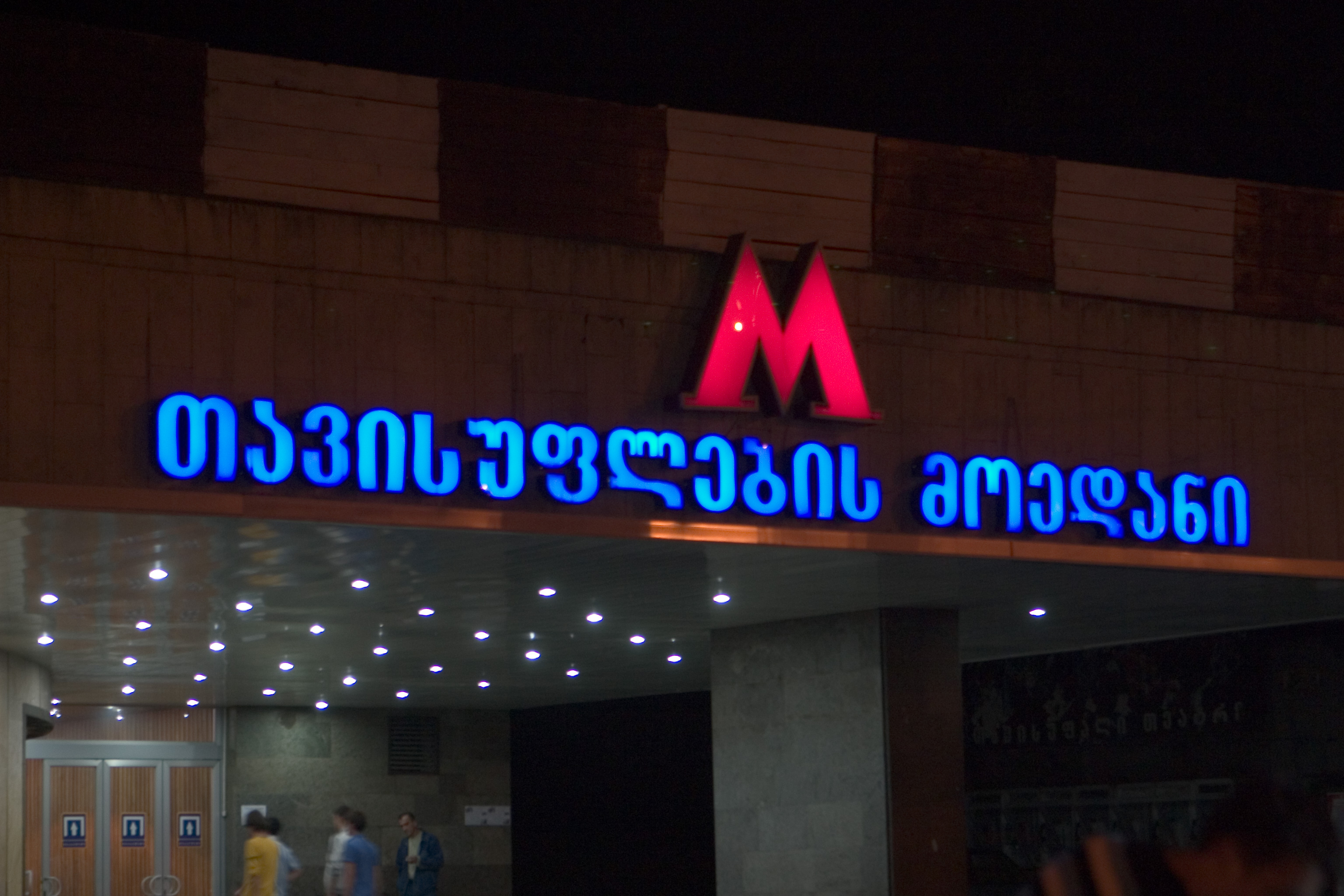
Станція метрополітену «Площа Свободи»